# Hemipristis serra
Hemipristis serra is een uitgestorven haaiensoort uit de familie Hemigaleidae (wezelhaaien). Deze soort stierf uit in het Mioceen. Fossiele resten van het dier werden in 1843 beschreven door Louis Agassiz, die er de nieuwe geslachtsnaamt Hemipristis voor introduceerde. Hemipristis serra is de typesoort van dat geslacht.
Hemipristis serra is verwant aan de hedendaagse wezelhaai (H. elongata). Met een geschatte lengte van zeven meter was Hemipristis serra beduidend groter dan de wezelhaai. Tandafdrukken van deze haai zijn gevonden op botten van de doejong Metaxytherium, een vermoedelijk prooidier. 
Fossiele tanden van Hemipristis serra zijn met name bekend uit afzettingen uit het Mioceen van het Amerikaanse continent, hoewel ook op andere locaties op de wereld en uit andere tijdvakken vondsten van deze haai zijn gedaan.